# Тіньєр
Тіньєр (фр. Tignère) — адміністративний центр департаменту Фаро і Део на заході центральної частини Камеруну.

## Географія
Розташований на захід від Нгаундере, лежить на плато Адамауа на висоті 1104 метри над рівнем моря.

### Клімат
Місто знаходиться у зоні, котра характеризується кліматом тропічних саван. Найтепліший місяць — березень із середньою температурою 25 °C (77 °F). Найхолодніший місяць — грудень, із середньою температурою 21.3 °С (70.3 °F).
| Клімат Тіньєра          | Клімат Тіньєра | Клімат Тіньєра | Клімат Тіньєра | Клімат Тіньєра | Клімат Тіньєра | Клімат Тіньєра | Клімат Тіньєра | Клімат Тіньєра | Клімат Тіньєра | Клімат Тіньєра | Клімат Тіньєра | Клімат Тіньєра | Клімат Тіньєра |
| Показник                | Січ.           | Лют.           | Бер.           | Квіт.          | Трав.          | Черв.          | Лип.           | Серп.          | Вер.           | Жовт.          | Лист.          | Груд.          | Рік            |
| Середня температура, °C | 21,4           | 23,1           | 25             | 25             | 23,9           | 22,7           | 22,1           | 22             | 22,2           | 22,8           | 22,2           | 21,3           | 22,8           |
| Норма опадів, мм        | 0.7            | 4.6            | 48             | 126.7          | 184.1          | 218.9          | 274.2          | 284.9          | 274.1          | 149.7          | 16.6           | 1.1            | 1583.6         |
| Днів з опадами          | 0,1            | 0,3            | 4,4            | 12,8           | 17,4           | 19,1           | 21,7           | 21,6           | 21,9           | 14,5           | 1,6            | 0,1            | 135,5          |
| Вологість повітря, %    | 38.3           | 35.2           | 45.2           | 60.6           | 72.2           | 77.5           | 81.2           | 81.4           | 79.3           | 73.3           | 56             | 45.2           | 62.1           |
| ----------------------- | -------------- | -------------- | -------------- | -------------- | -------------- | -------------- | -------------- | -------------- | -------------- | -------------- | -------------- | -------------- | -------------- |
| Джерело: Weatherbase    |                |                |                |                |                |                |                |                |                |                |                |                |                |